# 부덴브로크가의 사람들

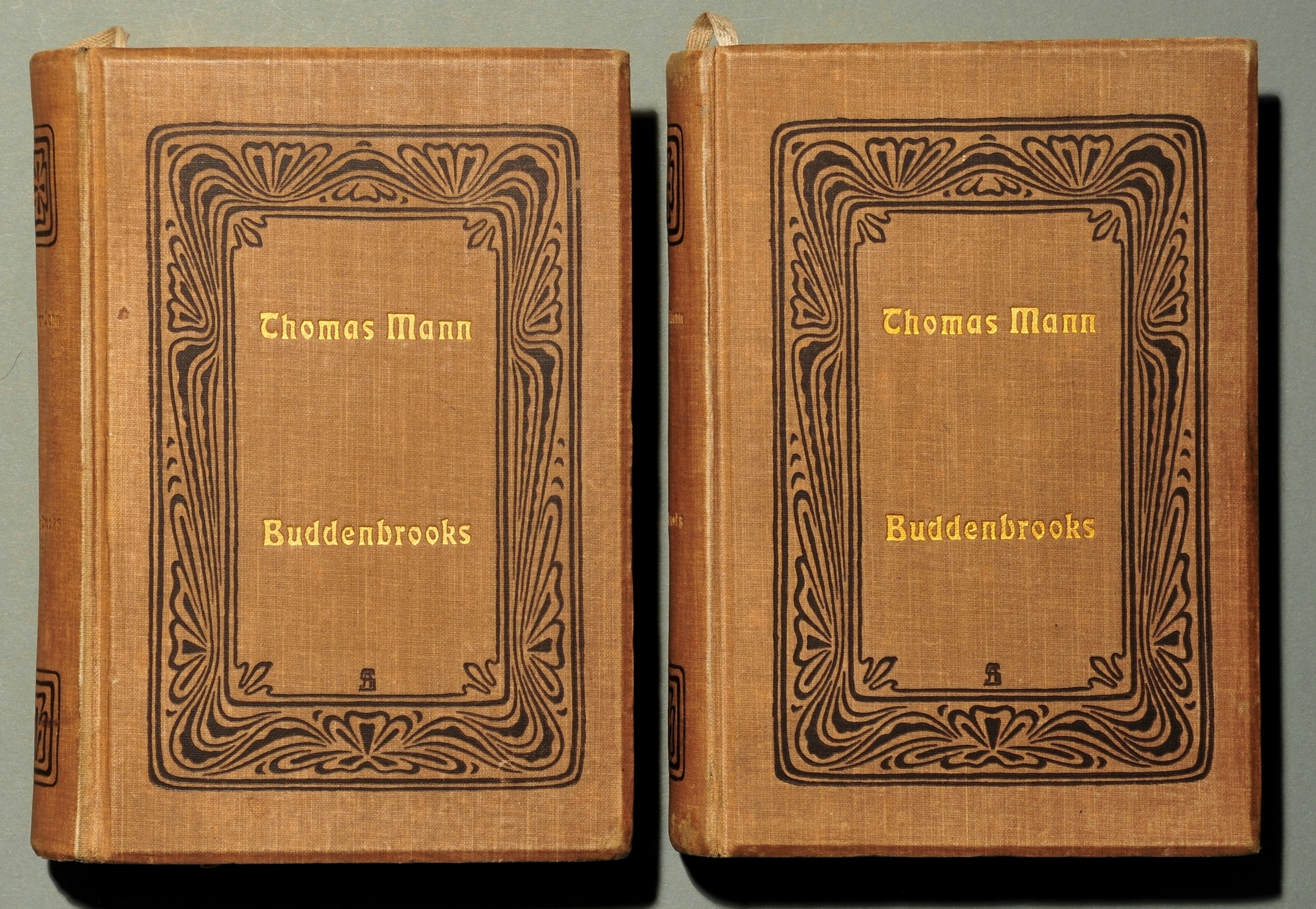
초판 표지

부덴브로크가의 사람들(Buddenbrooks, 1901)은 토마스 만의 장편소설이다. 이 작품에 의해 노벨상(1929)을 받았다.
곡물도매상 뤼베크시의 고향집의 백년간 4대에 걸친 몰락의 역사를 수록한 것이다. 이 가문(家門)의 초대는 생명력이 충일(充溢)하고 처세술에서 얻어진 신념에 의해 자타가 공인하는 투철한 계몽주의자였으며 다음대에는 영사가 되어 사회적 존경을 받으나 만족하지 못하고 더욱 높은 차원의 세계로부터 인정을 받고자 기독교에 귀의한다. 3대째의 토마스(만의 부친이 모델로 등장)는 부시장도 되고 세련된 취미를 가진 사람이었으나 인생을 부정하는 쇼펜하우어의 니힐리즘에 심취하여 자신이 꾸미는 위엄이 무의미하다는 것과 성격파탄자인 동생과 본질에 있어서 다를 것이 없다는 생각에 빠진다. 아내는 가풍(家風)과는 전혀 이질적인 정열가로 생명력이 없는 아들 하노와 음악을 통해 마음이 맺어져 부친 토마스는 소외당한다. 부친 사후, 소년도 죽고 거위라고 별명이 붙은 우둔한 숙모의 "모두 어디로 갔을까"하는 탄성만이 뒤에 남는다.